# Cinco de Mayo

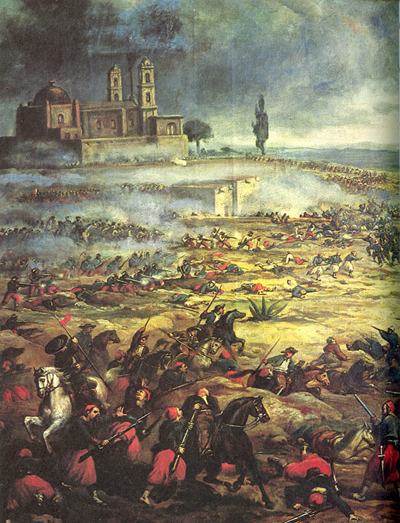
Batalla de Puebla

El Cinco de Mayo o Cinc de Maig és una data important en la història de Mèxic que correspon a la commemoració de la batalla de Puebla. Marca la primera vegada que l'Exèrcit Mexicà va poder derrotar una potència estrangera millor preparada, en aquest cas els francesos. La batalla va tenir lloc a l'actual ciutat de Puebla de Zaragoza el 5 de maig de 1862, entre els exèrcits de Mèxic i França.

## Marc històric
A Anglaterra i Espanya van aconseguir negociar per la via diplomàtica els termes i les condicions en què es pagaria el deute posteriorment. Napoleó III, governant de França, va decidir envair Mèxic per establir una monarquia favorable a Europa. Amb aquesta finalitat, havia de dissoldre el Govern mexicà.
A l'abril de 1862 els francesos van desembarcar a Veracruz, i van emprendre la campanya militar cap al centre de la República. La primera batalla important va tenir lloc a Atlixco, en el límit dels Estats de Veracruz i Puebla. L'heroi de la batalla de Puebla va ser el general Ignacio Zaragoza. L'informe que el general Zaragoza va rendir sobre la batalla de Puebla al president Benito Juárez va ser breu i significatiu:
| «                  | (castellà) Las armas nacionales se han cubierto de gloria. Las tropas francesas se portaron con valor en el combate y su jefe con torpeza. | (català) Les armes nacionals s'han cobert de glòria. Les tropes franceses es van portar amb valor en el combat i el seu cap amb malaptesa. | » |
| — Ignacio Zaragoza | | |   |

La victòria de Mèxic no va durar molt de temps. Un any després trenta mil tropes franceses van aconseguir derrotar l'Exèrcit Mexicà, d'aquesta manera França va aconseguir controlar Mèxic, i va ser llavors quan França va imposar Maximilià I de Mèxic com a emperador autoritari de Mèxic. Però també la victòria de França durà poc temps, només 3 anys a causa de la conflictiva situació a Europa, Napoleó III va retirar el suport militar i econòmic a Maximilià: al mateix temps els republicans van començar a rebre el suport financer i diplomàtic nord-americà, en concloure la Guerra de Secessió; igualment l'imperi va començar a perdre la seva feble base social. Així les coses, durant 1866 els republicans van anar guanyant importants posicions fins a deixar reduïda l'àrea d'influència imperial a Puebla i Veracruz. El 2 d'abril de l'any següent, les tropes encapçalades pel juarista Porfirio Díaz van prendre la ciutat de Puebla, cosa que feia que militarment l'imperi estigués aniquilat. Maximilià, que era assetjat a Querétaro, va ser fet presoner i finalment afusellat a mitjans d'aquell any.

## Celebració
Cada 5 de maig a Mèxic tots els conscriptes que estan en compliment del seu servei militar a les capitals estatals juren lleialtat a la bandera nacional i a les institucions que representen.
Anteriorment, el bitllet de cinc-cents pesos mexicans contenia la imatge del General Saragossa i una escena de la batalla, i també la famosa frase dita pel militar mexicà: «Avui les armes nacionals s'han cobert de Gloria».

## Celebració en altres països
El Cinco de Mayo (Cinc de Maig) és celebrat pels mexicans als Estats Units com el Dia de l'Orgull Mexicà, amb mariachis, i curses de braus. Gent no mexicana també celebra aquest dia als Estats Units i en altres països, invocant estereotips de la cultura mexicana.